# Prawo Dulbecco
Prawo Dulbecco – zasada w socjologii nauki, będąca rozwinięciem zadania wygłoszonego przez wybitnego biologa włoskiego, laureata nagrody Nobla Renato Dulbecco: „Udział w odkryciu naukowym jest generalnie przypisywany najbardziej znanemu (naukowcowi), a nie pierwszemu odkrywcy”. Jest to zjawisko podobne do bardziej ogólnej zasady ekonomicznej zwanej “efektem św. Mateusza” o ubożeniu społeczeństw biednych i bogaceniu się bogatych (Mat. 13-12): “Albowiem temu, kto ma, będzie dane i obfitować będzie; a temu kto nie ma i to co ma, będzie odjęte”.
W historii nauki jest szereg przykładów potwierdzających to prawo, np.:
- streptomycynę wyizolował w 1943 r. Albert Schantz, a nie jego promotor Selman Waksman, któremu powszechnie przypisuje się to odkrycie.
- wiele odkryć z mechaniki jest przypisywane Izaakowi Newtonowi, choć poprawniej należałoby związać je z nazwiskami np. Roberta Hooke i innych.